# Делмар, Юджин
Ю́джин Де́лмар (англ. Eugene Delmar; 12 сентября 1841, Нью-Йорк, Нью-Йорк — 22 февраля 1909, Нью-Йорк, Нью-Йорк) — один из сильнейших американских шахматистов конца XIX века. 
Выиграл матч у С. Люпшюца — 5:3 (1888) и ирландского шахматиста У. Поллока — 5:3 (1891). В крупном международном турнире в Нью-Йорке (1889) разделил 9-10-е место (с Дж. Шовальтером). На международном турнире в Нью-Йорке 1893 добился лучшего результата в своей шахматной карьере — 3-5-е место (1-е место — Эм. Ласкер).